# Отини-Лувен ла Ньов
Отини-Лувен ла Ньов (на френски: Ottignies-Louvain-la-Neuve) е град в Централна Белгия, окръг Нивел на провинция Валонски Брабант. Населението му е около 29 500 души (2006).